# Спринг Вали (Кентаки)
Спринг Вали (енгл. Spring Valley) град је у америчкој савезној држави Кентаки.

## Демографија
По попису из 2010. године број становника је 654, што је 14 (-2,1%) становника мање него 2000. године.
| Група             | 2000.       | 2010.       |
| Белци             | 622 (93,1%) | 595 (91,0%) |
| Афроамериканци    | 9 (1,3%)    | 23 (3,5%)   |
| Азијати           | 17 (2,5%)   | 20 (3,1%)   |
| Хиспаноамериканци | 10 (1,5%)   | 8 (1,2%)    |
| Укупно            | 668         | 654         |